# Bartitsu

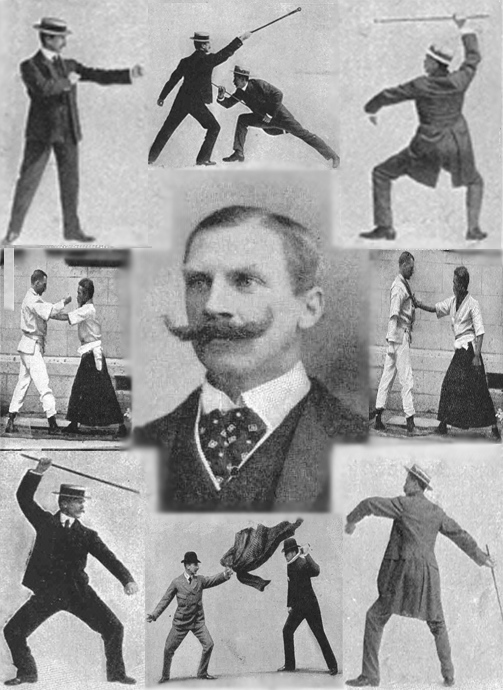
Edward William Barton-Wright entouré de mouvements de son bartitsu.

Le bartitsu est un art martial mixte et une méthode de défense personnelle originairement développés en Angleterre pendant les années 1898–1902. En 1901 il a été immortalisé (comme « baritsu ») par sir Arthur Conan Doyle, l'auteur des nouvelles policières de Sherlock Holmes. 

## Histoire
En 1898, Edward William Barton-Wright, un ingénieur britannique qui avait passé les trois années précédentes dans l'empire du Japon, revient en Angleterre et annonce la création d'un « nouvel art de défense personnelle ». Cet art, soutient-il, combine les meilleurs éléments d'un ensemble de styles de combat dans un tout unifié, qu'il avait appelé bartitsu. Le mot était un mot-valise de son nom de famille et de « ju-jitsu » et selon Barton-Wright il signifiait « défense personnelle dans toutes ses formes ».
Comme expliqué en détail dans une série d'articles que Barton-Wright produit pour le Pearson's Magazine entre 1899 et 1901, le bartitsu est tiré en grande partie de l'école Shinden Fudo du koryū (« classique ») ju-jitsu et du Kodokan judo, qu'il avait tous les deux étudiés pendant son séjour au Japon. Lorsque cet art s'établit à Londres, il s'étend en incorporant des techniques de combat des écoles de ju-jitsu Tenjin Shinyō, Fusen et Daito ainsi que la boxe britannique, le schwingen suisse, la savate française et le style défensif de la canne de combat déjà développé par le suisse Pierre Vigny. En outre, le bartitsu inclut aussi un système complet d'entraînement à l'éducation physique.
En 1902, Barton-Wright écrit:

« Dans le bartitsu on inclut la boxe, ou l'usage du poing comme un moyen pour frapper, l'usage des pieds dans le sens offensif et défensif, l'usage de la canne de promenade comme un moyen de défense personnelle. Judo et ju-jitsu, qui étaient des styles secrets de lutte japonaise, on les appellerait action rapprochée, car appliqués à la défense personnelle. 
Afin d'assurer, autant que possible, l'immunité contre les blessures dans des attaques par surprise ou des bagarres, ils doivent inclure la boxe pour apprécier entièrement le danger et la rapidité d'un coup bien direct, et les parties spécifiques du corps qui ont été attaquées scientifiquement. La même méthode, naturellement, vaut pour l'usage du pied ou de la canne. 
Judo et jujitsu n'étaient pas conçus comme des moyens primaires d'attaque et de défense contre un boxeur ou un homme qui vous donne des coups de pied, mais doivent être utilisés seulement après être venus à courte distance, or pour arriver à distance rapprochée il est absolument nécessaire d'utiliser la boxe et l'usage du pied. »

## Le Bartitsu Club
Entre 1899 et 1902, Barton-Wright commence à faire connaître son art par des articles dans des magazines, des interviews et une série de démonstrations ou d'« assauts d'armes » dans plusieurs lieux publics de Londres. Il fonde la Bartitsu Academy of Arms and Physical Culture, connue comme le Bartitsu Club, qui est située Shaftesbury Avenue, numéro 67b, à Soho (Londres). Dans un article publié en 1901 pour le Sandow's Magazine of Physical Culture , la journaliste Mary Nugent décrit le Bartitsu Club comme « une énorme salle souterraine, les murs couverts de carreaux blancs, tous scintillants, et la lumière électrique, avec des 'champions' qui y rôdaient comme des tigres »,.
Grâce à sa correspondance avec le fondateur du Kodokan judo, Jigoro Kano, et par d'autres contacts au Japon, Barton-Wright obtient que les pratiquants japonais de ju-jitsu K. Tani, S. Yamamoto et Yukio Tani (en), âgé de dix-neuf ans, viennent à Londres et travaillent comme instructeurs au Bartitsu Club. K. Tani et Yamamoto retournent vite au Japon, mais Yukio Tani reste et est sous peu rejoint par un autre jeune ju-jitsuka, Sadakazu Uyenishi (en). Le maître d'armes suisse Pierre Vigny et le lutteur Armand Cherpillod sont aussi employés comme enseignants dans le club. En plus d'enseigner aux Londoniens aisés, ils ont la tâche de se produire dans des démonstrations et de disputer des rencontres de défi contre des lutteurs représentant d'autres styles de combat. De plus, le Club devient le quartier général d'un groupe d'antiquaires d'escrime conduits par le capitaine Alfred Hutton et leur sert de base pour expérimenter les techniques de l'escrime traditionnelle, qu'ils enseignent aux membres de l'élite du théâtre londonien pour l'utiliser dans les combats de scène.
En 1901, les disciplines du bartitsu s'adjoignent des exercices de respiration sous la direction de Mrs Emil Behnke.
En plus de la salle de combat, le Bartitsu Club contient un salon équipé d'une variété de machines pour électrothérapie.
Le club est organisé sur le modèle du club sportif victorien ; les candidats à l'admission soumettent leur demande à un comité, qui à un certain moment comprend le capitaine Alfred Hutton, le premier à promouvoir la redécouverte de l'escrime traditionnelle en Angleterre, et le colonel George Malcolm Fox, ancien inspecteur-général du corps d'instruction de l'armée britannique.
Le Bartitsu Club compte au nombre de ses membres Sir Cosmo Duff Gordon, qui atteindra la notoriété comme un des rares hommes adultes ayant survécu au naufrage du RMS Titanic, ainsi que le capitaine F.C. Laing du 12e Infanterie du Bengale, qui écrivit ensuite un article sur les techniques du combat à la canne en bartitsu, publié dans le Journal of the United Service Institution of India. Parmi d'autres membres on retrouve le capitaine Ernest George Stenson Cooke et Frank Herbert Whittow, tous les deux également membres de l'École d'Armes de la Brigade Fusiliers de Londres, sous la direction du capitaine Hutton, et William Henry Grenfell, 1er baron Desborough, champion d'escrime et homme politique.
Barton-Wright a raconté ensuite que, pendant cette période, il avait défié et battu sept hommes plus fort que lui en trois minutes lors d'une démonstration de bartitsu qu'il avait fait à St. James's Hall. Il déclara que cet épisode lui fit gagner une adhésion au prestigieux et exclusif Bath Club ainsi qu'une invitation royale à se présenter devant Édouard, prince de Galles. Malheureusement, Barton-Wright reçu peu après une blessure à la main, causée par un affrontement dans un sentier de campagne du Kent ou par un accident de bicyclette, qui l'empêcha de se présenter devant le Prince.

## Défense personnelle
Il n'est pas démontré que Barton-Wright ait jamais conçu un programme d'études formel pour le bartitsu en tant que méthode de défense personnelle. Il encourageait les membres du Bartitsu Club à étudier chacun des quatre principaux styles de combat enseignés dans le Club, dont chacun correspondait en grande partie à une différente « gamme » de combat individuel. L'objectif était de maîtriser chaque style assez bien pour pouvoir les utiliser contre les autres, si nécessaire. Ce processus était semblable à la conception moderne d'« entraînement croisé » (cross training).
En se basant sur les écrits de Barton-Wright à ce sujet, les chercheurs contemporains pensent que le bartitsu mettait une grande emphase sur le système de combat avec la canne de Vigny à la distance de frappe et sur le ju-jitsu (et en second lieu sur le style « qui embrassait tout » de la lutte libre européenne) à la distance de saisie. La savate et les méthodes de la boxe étaient utilisées pour le passage entre ces deux distances, ou comme moyen de première réponse si celui qui se défendait n'était pas armé avec une canne de promenade. Ces sports étaient aussi pratiqués de manière que les étudiants de bartitsu puissent apprendre comment se défendre contre eux avec l'usage du ju-jitsu et du combat avec la canne de Vigny. On raconte que  Barton-Wright a modifié les techniques de la boxe et de la  savate dans un but de défense personnelle, distinct de l'entrainement académique et gymnique ou de la compétition sportive.
Selon la journaliste Mary Nugent, Barton-Wright a institué un système pédagogique insolite, dans lequel on demandait premièrement aux étudiants de fréquenter des sessions privées d'entrainement avant de leur permettre de se joindre aux leçons de groupe. Il est évident que les leçons de bartitsu incluaient des exercices prédéfinis, à utiliser spécialement pour essayer ces techniques, trop dangereuses pour être exécutées à pleine vitesse ou à plein contact, ainsi que dans les rencontres de combat libre et d'escrime.
Plusieurs techniques de défense personnelle et séquences d'entrainement du bartitsu ont été consignées par Barton-Wright lui-même dans sa série d'articles pour le Pearson's Magazine.,, Les détails spécifiques d'autres exercises d'entrainement au combat avec la canne du bartitsu ont été développés dans l'article du capitaine Laing.

## Déclin
Malgré son enthousiasme, il semble que Barton-Wright ait été un communicateur médiocre et la notoriété de ses associés et de leur ju-jitsu a éclipsé rapidement celle du bartitsu. En 1903, le Bartitsu Club ferme ses portes ; un ancien membre du Club, Percy Longhurst, a suggéré ensuite l'hypothèse que les cotisations d'inscription et d'enseignement avaient été trop élevées.
La plupart des anciens employés de Barton-Wright, comme les ju-jitsukas Yukio Tani et Sadakazu Uyenishi et l'expert suisse de défense personnelle Pierre Vigny, ont fondé leurs salles de gymnastique, de défense personnelle et de sports de combat à Londres. Après avoir rompu avec Barton-Wright, probablement à cause d'une querelle et d'une bagarre, Tani a continué aussi son travail comme lutteur professionnel de music-hall sous la direction astucieuse de William Bankier, un artiste se produisant dans des démonstrations de force ainsi qu'un éditeur de revues qui utilisait le nom de théâtre d'« Apollo ». Les efforts de Bankier ont aidé à lancer une mode internationale du ju-jitsu, qui incluait la publication de nombreux livres et articles de revue ainsi que la fondation d'écoles de ju-jitsu dans tout le monde occidental. Cette mode a duré jusqu'au début de la Première Guerre mondiale et a servi à introduire le ju-jitsu dans la culture populaire.
Même s'il y a eu des rumeurs selon lesquelles Barton-Wright a continué à développer et enseigner son art martial au moins jusqu'aux années 1920, le bartitsu n'est jamais plus revenu à la mode.

## «Baritsu»
Le bartitsu aurait pu être oublié s'il n'avait pas été mentionné par l'écrivain britannique Arthur Conan Doyle dans La Maison vide, l'une des nouvelles policières de Sherlock Holmes. 
Le « baritsu » n'existait pas hors des pages des éditions anglaises de La Maison vide. Il est possible que Conan Doyle, qui, comme E.W. Barton-Wright, était en train d'écrire pour Pearson’s Magazine pendant la fin des années 1890, était vaguement conscient de l'existence du bartitsu et qu'il a simplement mal rappelé ou compris le terme ; il pourrait même avoir eu une faute de typographie ou une préoccupation pour le droit d'auteur. On devrait aussi remarquer qu'un article de journal sur une démonstration de bartitsu à Londres, publié en 1900, avait également mal orthographié le nom en "baritsu".
Cette confusion de noms a continué pendant la plupart du XXe siècle, les enthousiastes des aventures de Holmes s'interrogeant sur l'identité du baritsu. Ce ne fut que dans les années 1990 que des spécialistes, dont Y. Hirayama, J. Hall, Richard Bowen et James Webb, ont été en mesure d'identifier avec certitude l'art martial de Sherlock Holmes.

## Vie postérieure
E.W. Barton-Wright passe le reste de sa carrière en travaillant en tant que physiothérapeute, en se spécialisant dans de novatrices (et quelquefois controversés) formes de thérapie basées sur la chaleur, la lumière et la radiation. Il continue à utiliser le nom « bartitsu » en se référant à ses différentes activités thérapeutiques. En 1950, Barton-Wright est interrogé par Gunji Koizumi pour un article publié dans le bulletin d'information du Budokwai, et ensuite, cette même année, il est présenté à l'assemblée lors d'une réunion du Budokwai à Londres. Il meurt en 1951, à l'âge de 90, et est enterré dans ce que feu l'historien des arts martiaux Richard Bowen a décrit comme « la tombe d'un pauvre ».

## Postérité
De plusieurs façons, E.W. Barton-Wright était un homme en avance de son temps.[réf. nécessaire] Il a été parmi les premiers européens connus à avoir étudié les arts martiaux japonais, et a été presque certainement le premier à les avoir enseignés en Europe, dans l'Empire britannique ou dans les Amériques.
Le bartitsu a été le premier art martial à avoir délibérément combiné des styles de combat européens et asiatiques afin d'affronter les problèmes de la défense personnelle civile/urbaine dans une « société désarmée ». En cela, Barton-Wright a anticipé l'approche du jeet kune do de Bruce Lee de plus de 70 ans. Une philosophie semblable, faite d'éclectisme pragmatique, a été adoptée par d'autres spécialistes européens de défense personnelle  du début du XXe siècle, tels que Percy Longhurst, William Garrud et Jean Joseph-Renaud, qui avaient tous étudié avec d'anciens instructeurs du Bartitsu Club.
Bill Underwood, William E. Fairbairn et d'autres, chargés de développer des systèmes de combat rapproché à l'usage des troupes alliées pendant la Seconde Guerre mondiale, ont également inventé des systèmes de combat au corps à corps pragmatiques et interculturels. Underwood avait en effet étudié le ju-jitsu à Londres avec Yukio Tani et un autre ju-jitsuka, Taro Miyake, pendant les dix premières années du XXe siècle. Les systèmes fondés par Underwood, Fairbairn et leurs contemporains sont devenus la base pour la plupart des entraînements au combat rapproché des forces armées et de la police dans tout le monde occidental pendant le XXe siècle.
E.W. Barton-Wright est aussi considéré comme un pionnier des épreuves d'arts martiaux mixtes ou AMM (MMA), où des experts de différents styles de combat luttent selon des règles communes. Les champions de Barton-Wright, Yukio Tani, Sadakazu Uyenishi et le lutteur suisse de schwingen Armand Cherpillod, ont joui d'un succès considerable dans ces épreuves, qui ont anticipé le phénomène des AMM des années 1990 d'une centaine d'années.
Le Bartitsu Club a été la première école de son genre en Europe à offrir des leçons spécialisées dans la défense personnelle féminine, une pratique adoptée après la fermeture du Club par des étudiantes de Yukio Tani et Sadakazu Uyenishi, telles Edith Garrud et Emily Watts. Edith Garrud a fondé son dojo (école) de ju-jitsu à Londres et a enseigné l'art à des membres du mouvement militant des suffragettes, en créant une association entre l'entraînement à la défense personnelle et la philosophie politique du féminisme.

## Intérêt et renaissance auXXIesiècle
En 2001, le site web Electronic Journals of Martial Arts and Sciences (EJMAS) a commencé à republier beaucoup des articles de revue de Barton-Wright qui avaient été découverts dans les archives de la British Library par l'historien Richard Bowen. Presque immédiatement, les articles "Défense personnelle avec une canne de promenade" (Self Defence with a Walking Stick) ont attiré une petite forme de culte et les illustrations ont été reproduites, souvent avec des légendes humoristiques ou d'autres modifications, dans de nombreux autres sites.
En 2002, une association internationale d'enthousiastes du bartitsu, connue comme la Bartitsu Society, a été fondée pour faire des recherches et ensuite pour faire revivre le « Nouvel art de la défense personnelle » (New Art of Self Defence) de E.W. Barton-Wright. La Bartitsu Society divise la recherche sur le bartitsu en deux domaines liés, ceux du bartitsu canonique (les séquences de défense personnelle qui ont été détaillées par Barton-Wright et ses assistants en 1899-1902) et du « néo-bartitsu » (des interprétations modernes, personnalisées, tirées spécialement des manuels d'entraînement produits par d'anciens instructeurs du Bartitsu Club et de leurs étudiants entre 1899 et le début des années 1920). À côté de ce sujet principal, la recherche a développé des intérêts associés pour des phénomènes sociaux comme les bandes criminelles de la rue au début du XXe siècle, l'entraînement martial du mouvement militant des suffragettes, et l'étude des arts martiaux comme partie de l'histoire sociale victorienne et édouardienne. La Bartitsu Society communique par un groupe email fondé par l'auteur Will Thomas et des membres offrent occasionnellement des séminaires pratiques sur des techniques de combat du bartitsu.
En août 2005, la Bartitsu Society a publié un livre, The Bartitsu Compendium (L'abrégé du bartitsu), édité par Tony Wolf. Le Compendium illustre en détail l'histoire complète de cet art martial ainsi qu'un cours technique pour le bartitsu canonique. Le deuxième volume, publié en août 2008, inclut des ressources pour le neo-bartitsu tirées des écrits propres de Barton-Wright et du corpus des manuels  de défense personnelle produits par ses collègues et leurs étudiants, inclus Yukio Tani, William Garrud, H.G. Lang, Jean Joseph-Renaud et R.G. Allanson-Winn.  
Des articles sur différents aspects de bartitsu ont été publiés dans des journaux tels que Classical Fighting Arts, Western Martial Arts Illustrated, The Chap, History Today et Clarkesworld Magazine.
En septembre 2006, Kirk Lawson, un membre de la Bartitsu Society, a commercialisé un DVD titré Bartitsu - the Martial Art of Sherlock Holmes ("Bartitsu - l'art martial de Sherlock Holmes"), une présentation des techniques du bartitsu selon la démonstration faite au Cumann Bhata Western Martial Arts Seminar au printemps 2006.
En octobre 2006, la Bartitsu Society a lancé le site Bartitsu.org, qui inclut des informations sur l'histoire, la théorie et la pratique de l'art martial de Barton-Wright.
En juillet 2008, Kirk Lawson, membre déjà cité de la Bartitsu Society, a annoncé officiellement le premier cours actif d'entraînement au bartitsu/neo-bartitsu dans son club, le Cumann Bhata Dayton. En août 2009 la Bartitsu Society a annoncé la production d'un documentaire intégral sur E.W. Barton-Wright et ses arts de défense personnelle.
Les recettes des ventes de Bartitsu Compendium, Bartitsu Compendium II et du DVD Martial Art of Sherlock Holmes ont été destinées à la création d'un monument pour E.W. Barton-Wright.[réf. nécessaire]
Des cercles et des groupes de passionnés de bartitsu sur le modèle de la Bartitsu Society ont été créés dans plusieurs pays, comme l'Italie, la Russie et, plus récemment, le Bartitsu Club Israel.

## Dans la culture populaire
Le « baritsu » de Conan Doyle a connu une vie propre pendant la fin du XXe siècle et des héros imaginaires comme Doc Savage et The Shadow sont réputés avoir été initiés à ses mystères ; on a établi que ces deux derniers personnages connaissaient le baritsu dans un croisement narratif (crossover) de la DC Comics qui a été repris ensuite dans le film de 1937 The Shadow Strikes. Le baritsu a été aussi incorporé dans les règles de plusieurs jeux de rôle situés pendant les âges victorien et édouardien.
On le retrouve également dans les mangas : le t. 10 de Black Butler montre un domestique exécuter une prise de bartitsu pour défendre son maître en présence de l'écrivain Arthur Conan Doyle, connu comme auteur de Sherlock Holmes lequel s'interroge sur ce mystérieux « baritsu ».
En se référant directement à la description faite par Conan Doyle de Sherlock Holmes comme un expert de « baritsu » (voir la section précédente), le bartitsu est utilisé dans le film Sherlock Holmes de 2009, avec Robert Downey Jr. dans le rôle du détective.
Dans les films Kingsman (Services secrets et sa suite, Le Cercle d'or), c'est l'art martial utilisé par ces agents secrets gentlemen.
Dans le jeu vidéo Assassin's Creed Syndicate (sorti en octobre 2015) qui se déroule dans le Londres de la révolution industrielle, le trophée/succès intitulé "Bartitsu" est débloqué en ayant appris à Jacob Frye, amateur de bagarre, toutes ses compétences de combat.
Dans le manga et la série animée Kengan Ashura, le combattant Mokichi Robinson est un utilisateur du baritsu.

## Essais de Barton-Wright
- E. W. Barton-Wright, « The New Art of Self-defence: How a Man May Defend Himself against Every Form of Attack », Pearson's Magazine, vol. 7,‎ mars 1899, p. 268–275 (lire en ligne)
- E. W. Barton-Wright, « The New Art of Self-defence », Pearson's Magazine, vol. 7,‎ avril 1899, p. 402–410 (lire en ligne)
- E. W. Barton-Wright, « Self-defence with a Walking Stick », Pearson's Magazine, vol. 5, no 1,‎ janvier 1901, p. 11-20
- E. W. Barton-Wright, « Self-defence with a Walking Stick, Part II », Pearson's Magazine, vol. 11,‎ février 1901, p. 130–139 (lire en ligne)